# Quettacyonidae
Os Quettacionídeos (Quettacyonidae) são uma família de mamíferos pré-históricos endêmicos do subcontinente indiano no período Eoceno Inferior e Médio, incluídos na ordem Arctocyonia, e às vezes considerados como parte da família dos Arctocyonidae. Devido à sua posição taxonômica ainda ser muito debatida, encontram-se neste verbete reunidos aos outros Arctocyonidae encontrados no subcontinente indiano.

## Taxonomia
Incertae sedis (talvez Arctocyonidae
- Karakia Thewissen, Williams & Hussain, 2001
  - Karakia longidens Thewissen, Williams & Hussain, 2001 - Mami Khel, Banda Daud Shah, Paquistão

Família Quettacyonidae
- Obsashtakaia
  - Obashtakaia aeruginis
- Quetacyon
  - Quetacyon parachai - Ghazij, Baluquistão, Paquistão
- Sororocyon
  - Sororocyon usmanii